# Ancistrorhynchus constrictus
Ancistrorhynchus constrictus är en orkidéart som beskrevs av Dariusz Lucjan Szlachetko och Tomasz Sebastian Olszewski. Ancistrorhynchus constrictus ingår i släktet Ancistrorhynchus och familjen orkidéer.
Artens utbredningsområde är Kamerun. Inga underarter finns listade i Catalogue of Life.